# Het pompoenenkasteel
Het pompoenenkasteel is het 210de stripverhaal van Jommeke. De reeks wordt getekend door striptekenaar Jef Nys. Scenarist is Jan Ruysbergh.

## Verhaal
De Amerikaanse miljonair, Peter Pumpkin, heeft een idee. Hij wil het kasteel van Achterberg omvormen tot een fantastisch griezelkasteel. Jommeke, Filiberke, Flip en Pekkie wandelen door het bos. Ze zien een heleboel pompoenen bij het kasteel van Achterberg. In het kasteel zijn enkele arbeiders aan het werk. Later wordt alles duidelijk: alle kinderen worden uitgenodigd voor een groot Halloweenfeest in het kasteel. Jommeke en zijn vriendjes maken zelf een kostuum voor Halloween. Doch de koningin van Onderland verneemt dat men in haar kasteel een groot griezelfeest organiseert. Dat wil ze niet en ze stelt meteen alles in het werk om het griezelfeest te saboteren. Na haar ontsnapping, gaat ze meteen richting het kasteel. Ze neemt eerst Nicky en Peter Pumpkin gevangen. Later roept ze de hulp in van Kwak en Boemel. De koningin slaat hen opnieuw tot ridders, ze krijgen tevens een nieuwe strijdkreet zoals in album 40, deze keer ‘Kwak-Boem’. Ze krijgt het idee om met de aanwezige kinderen een koninkrijk te stichten (dit probeerde ze ook in album 3). Onder het mom van het griezelfeest lokt ze een heleboel kinderen naar haar kasteel voor haar duivels plan. De volgende dagen zijn enkel kinderen toegelaten in het Pompoenenkasteel. Jommeke en Filiberke vinden het verdacht wanneer plots Kwak en Boemel opduiken. Flip ontdekt dat de koningin weer in haar kasteel is maar hij wordt gevangengenomen. Ook de Miekes worden opgesloten in de kerker. De Koningin van Onderland wil ook Jommeke en Filiberke vangen. Jommeke en Filiberke vinden het vreemd dat Flip en de Miekes niet komen opdagen. Teofiel leest in een krant dat de Koningin van Onderland verdwenen is uit het rustoord. Jommeke en Filiberke ontdekken dat ze weer in haar kasteel is en zelf griezelfeestjes geeft om kinderen te ontvoeren. De onderaardse gang naar het kasteel is ingestort. Jommeke heeft al snel een ander idee. Ze verkleden zich in griezels, zo kunnen ze ongemerkt het kasteel in. Jommeke bevrijdt Flip en stuurt hem weg om hulp te halen. Kwak en Boemel zijn het beu om voor de koningin te werken. Jommeke en Filiberke jagen hen het kasteel uit. Ze schakelen ook de koningin uit voor ze haar boze plannen kan uitvoeren. Alle gevangen kinderen worden bevrijd. De volgende dag gaat het laatste griezelfeestje van start. Alles loopt goed af behalve voor de Koningin van Onderland die uiteraard weer in De Zoete Rust belandt. Ze wil nooit nog een pompoen zien. 

## Achtergronden bij het verhaal
- In dit verhaal is iemand te zien die verkleed is als de heks Zwiep uit de stripreeks Biep en Zwiep, bedacht door Luc Morjaeu.